# Izaak Mieses
Izaak Mieses (ur. 1802 we Lwowie, zm. 3 lutego 1883 w Toruniu) – żydowski filozof z Galicji, uczony, pisarz, autor opracowań na temat kabały.
Urodził się w 1802 roku we Lwowie. W młodości utrzymywał kontakty ze zwolennikami haskali. W latach 30, XIX wieku zamieszkał w Krakowie. Pracował jako kupiec, w wolnych chwilach prowadził dyskusję na temat judaizmu. Na początku lat 60. XIX wieku opublikował dwutomowe opracowanie na temat historii kabały pt. Zofnath Paneach: Darstellung und kritische Beleuchtung der jüdiscen Geheimlehre von Isaac Misses. W 1861 roku został kaznodzieją w synagodze postępowej w Krakowie. W wyniku trudnej sytuacji finansowej w 1863 roku przeniósł się z Krakowa do Torunia.
W Toruniu kontynuował działalność handlową. Przynależał do licznych organizacji naukowych (m.in. Coppernicus-Verein für Wissenschaft und Kunst), prowadził odczyty naukowe, popularyzował historii filozofii żydowskiej chrześcijanom. W 1869 roku opublikował rozprawę Spinoza und die Kabbala, która ukazała się w „Zeitschrift für exacte Philosophie”. W 1871 roku anonimowo wydał opowiadanie pt. Der Ilau. Eine Skizze aus dem galizischen Volksleben. Opowiadanie było kilkakrotnie wznawianie. W 1872 roku zostało przetłumaczone na języki polski i rosyjski, a w 1877 roku na hebrajski (z języka rosyjskiego).
Był zaznajomiony z literaturą europejską (czytaną w językach oryginału) oraz z filozofią. Cenił sobie poglądy Hegla.
Zmarł 3 lutego 1883 roku w Toruniu.

## Wybrane prace
- Beitrag zur Würdigung der Wirren im Judentum (1845)[3]
- Zofnath Paneach: Darstellung und kritische Beleuchtung der jüdiscen Geheimlehre von Isaac Misses (1862)[2][3].